# Lotus Eletre
La Lotus Eletre est un SUV électrique du constructeur automobile britannique Lotus produit à partir de 2022.

## Présentation
Conçu par Jean-Marc Gales, alors PDG de Lotus, le projet d’un SUV Lotus a fait surface en 2016. Avant ce projet, Lotus avait dévoilé le concept Lotus APX en 2006, premier SUV construit par la société. En 2020, il est révélé que le nom de code interne du nouveau projet de SUV était « Lambda » et que le modèle sera révélé en 2022. En février 2022, Lotus a montré plus d'accroches et a révélé que le SUV ferait ses débuts le 29 mars 2022,. Avant ses débuts officiels, des brevets 3D publiés le 8 mars par l’office de la propriété intellectuelle ont révélé le Lotus Type 132, montrant le stylisme de type coupé du SUV. Plus tard ce mois-là, le nom de production final d’une Type 132 s’est révélé être « Eletre », conformément aux autres plaques signalétiques des modèles de série de Lotus qui commencent toutes par la lettre « E ». L'Eletre, avec maintenant le nom de code « Type 132 », est présenté le 29 mars 2022 à Amsterdam. Le nom de la voiture est dérivé du mot hongrois «életre» qui signifie « (prendre) vie ».
Il s'agit du premier SUV de la marque, la première voiture à 5 portes et le deuxième modèle électrique du constructeur après le coupé Evija (Type 130). C'est également le premier véhicule du constructeur à ne pas être produit à Hethel au Royaume-Uni, mais en Chine à Wuhan. (Lotus appartenant au constructeur chinois Geely.) Le Lotus Eletre a été conçu au Geely Design Studio à Coventry.

Lotus Eletre au Chantilly Arts & Elegance Richard Mille 2022
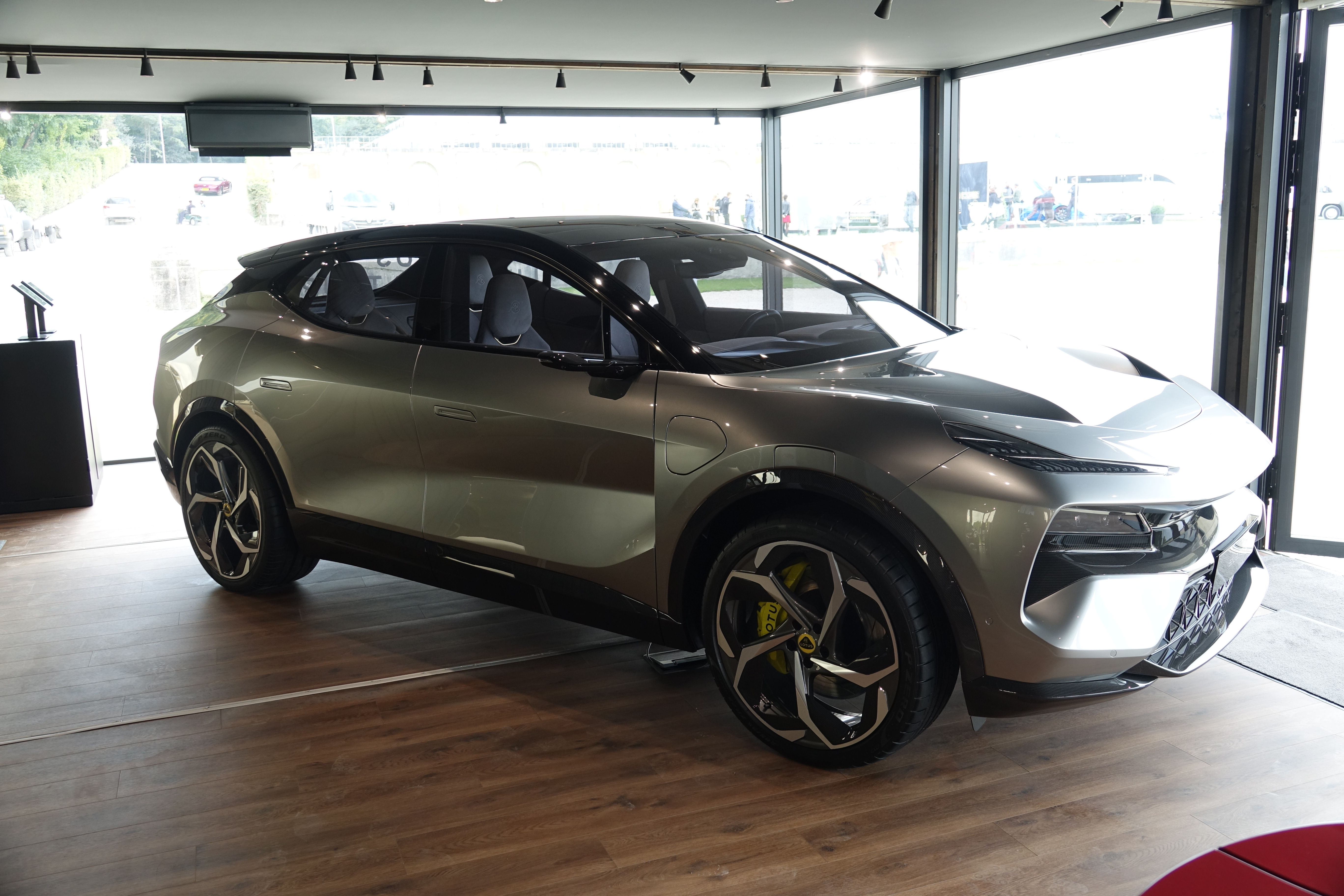
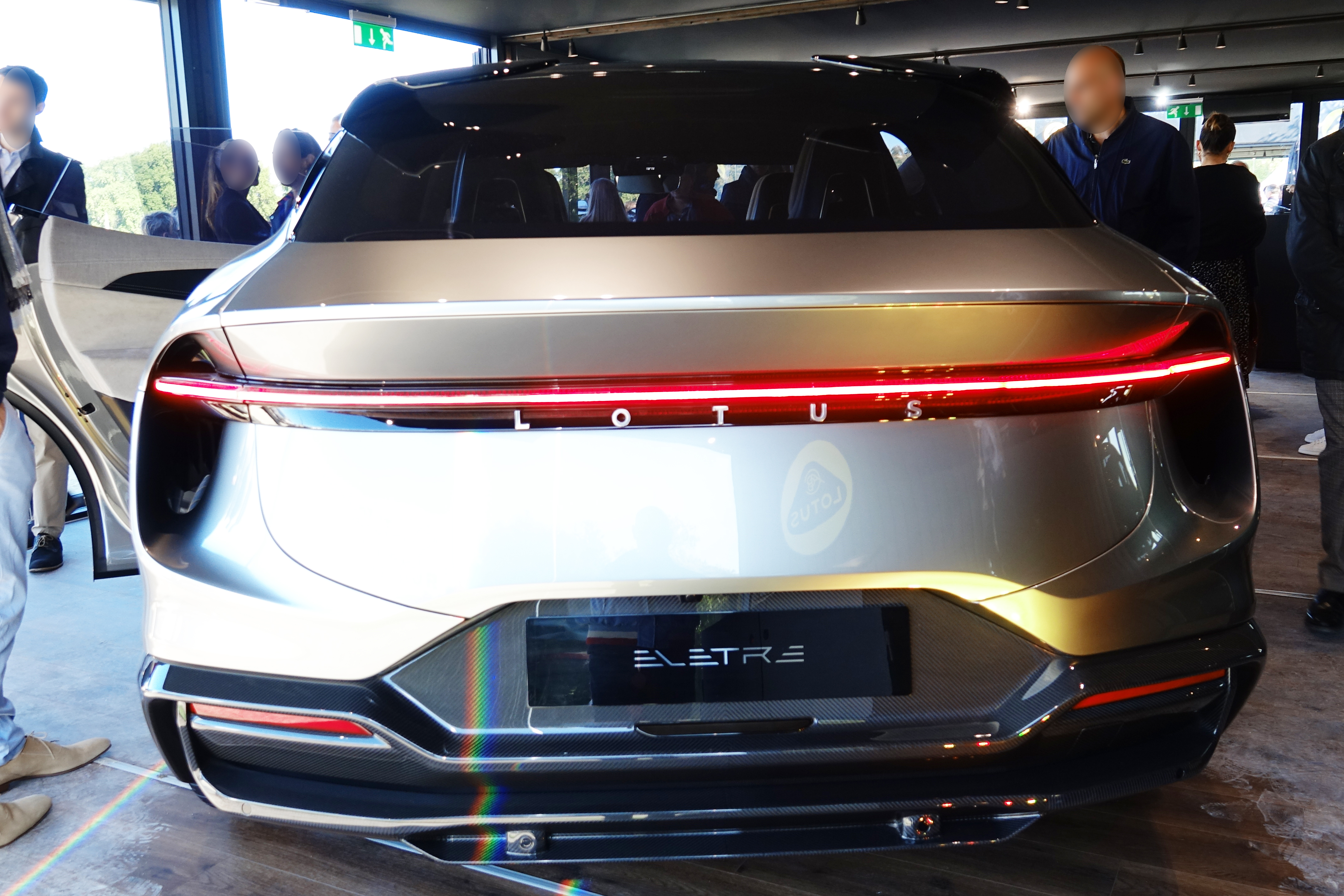
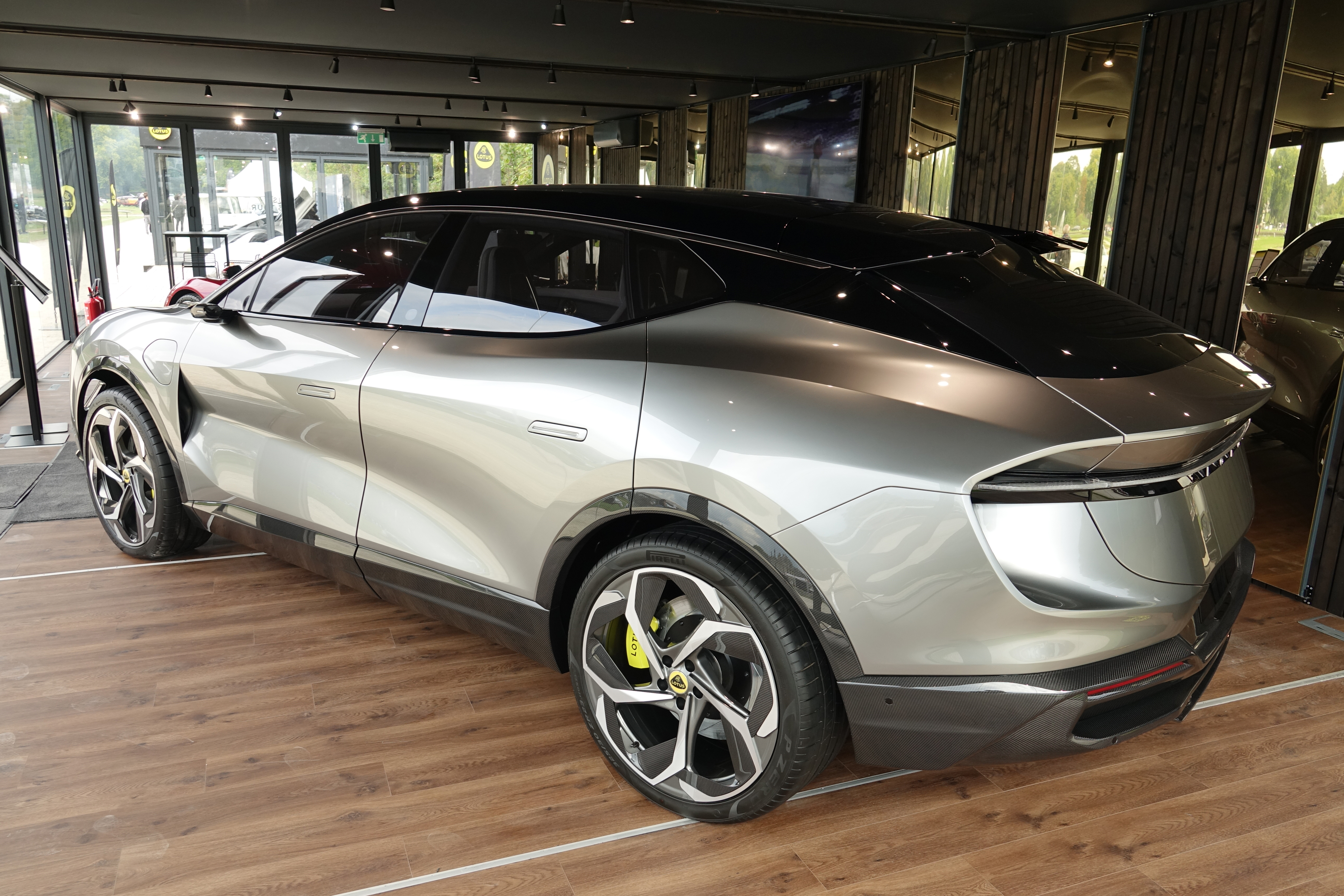

## Caractéristiques techniques

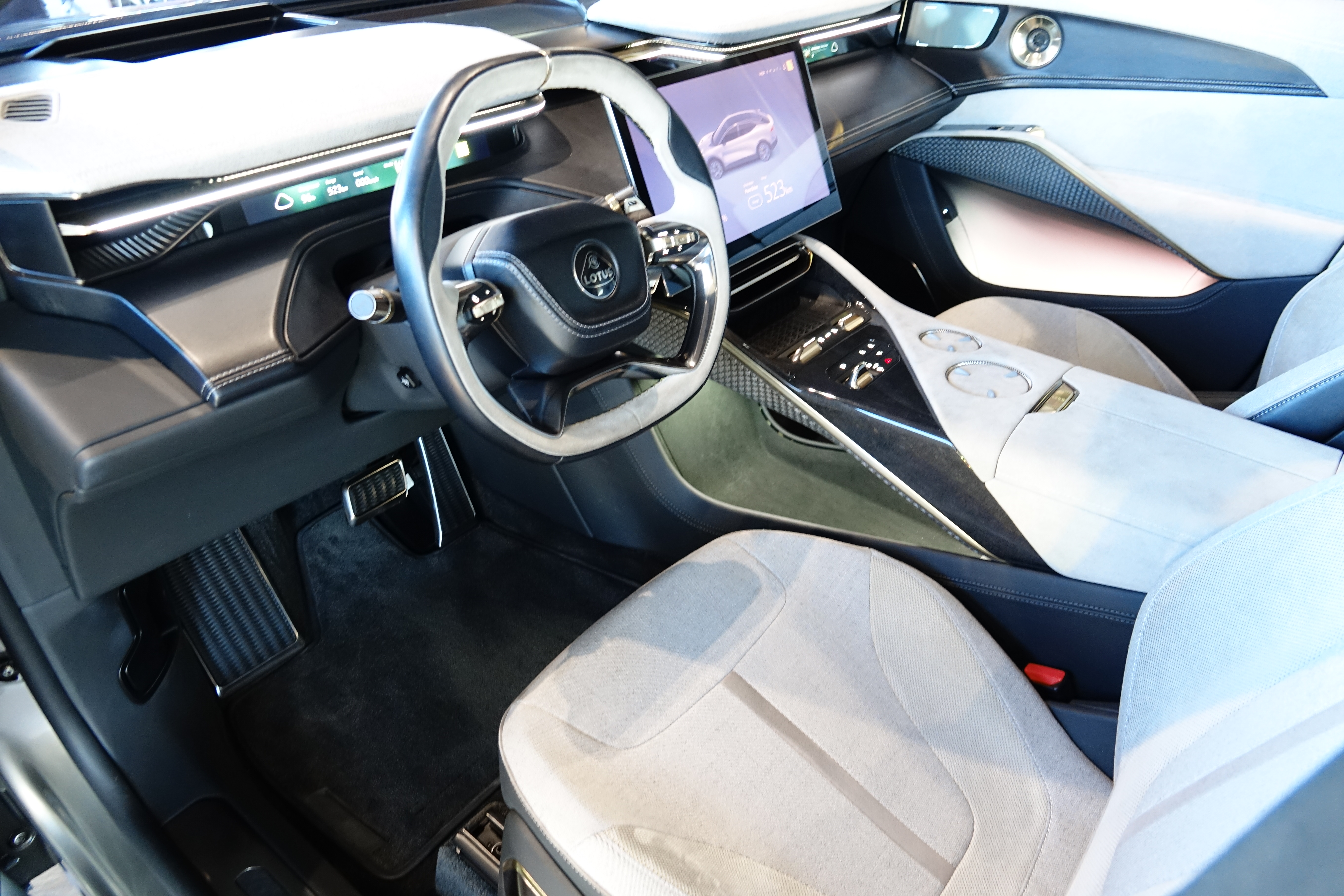
Intérieur de l'Eletre.

L’Eletre est basée sur la plateforme technique EPA (Electric Premium Architecture) de Lotus, spécifique aux modèles électriques du groupe Geely (dont Lotus fait partie) où elle est dénommée SEA (Sustainable Electric Architecture). Elle sera aussi utilisée pour les futurs modèles électriques de l’entreprise des segments C et E, comme l'Emeya.

### Batterie
L'Eletre dispose d'une batterie lithium-ion NMC (nickel-manganèse-cobalt) d'une capacité de 112 kWh.
| Logo de Lotus                    | Caractéristiques techniques      | Caractéristiques techniques      | Caractéristiques techniques      |
| Logo de Lotus                    | Eletre                           | Eletre S                         | Eletre R                         |
| -------------------------------- | -------------------------------- | -------------------------------- | -------------------------------- |
| Puissance moteur électrique (kW) | avant : arrière :                | avant : arrière :                | avant : arrière :                |
| Puissance maximale (ch)          | 603 (443)                        | 603 (443)                        | 905 (675)                        |
| Couple maximal (N m)             | 710                              | 710                              | 985                              |
| Transmission                     | Intégrale                        | Intégrale                        | Intégrale                        |
| Vitesse maximale (en km/h)       | 258                              | 258                              | 265                              |
| 0-100 km/h (en s)                | 4,5                              | 4,5                              | 2,95                             |
| Masse à vide (kg)                | 2565                             | 2645                             | 2715                             |
| Batterie                         |                                  |                                  |                                  |
| Type                             | Li-NMC (nickel manganèse cobalt) | Li-NMC (nickel manganèse cobalt) | Li-NMC (nickel manganèse cobalt) |
| Capacité brute (kWh)             | 112                              | 112                              | 112                              |
| Capacité nette (kWh)             | 109                              | 109                              | 109                              |
| Autonomie (cycle WLTP)           | 600                              | 600                              | 450                              |
| Consommation (kWh/100 km)        | 21,4                             | 21,4                             | 28,3                             |
| Temps de recharge                |                                  |                                  |                                  |
| sur une Wallbox 11 kW            |                                  |                                  |                                  |
| sur une borne 22 kW              | 5h48                             | 5h48                             | 5h48                             |
| sur une borne 420 kW (DC)        | 20 minutes                       | 20 minutes                       | 20 minutes                       |

### Technologie
Dans une vidéo d'accroche publiée par Lotus, un capteur LiDAR est montré s’élevant du toit de l'Eletre. Des rétroviseurs latéraux numériques et un système d’info-divertissement flottant sont également présentés à travers des accroches.

## Finitions
- Eletre
- Eletre S
- Eletre R